# Дремієль Баєрс
Дремієль Баєрс (англ. Dremiel Byers; нар. 11 вересня 1974, Ньюарк, штат Нью-Джерсі) — американський борець греко-римського стилю, чемпіон та дворазовий призер чемпіонатів світу, чемпіон та дворазовий призер Панамериканських чемпіонатів, дворазовий призер Панамериканських ігор, переможець та дворазовий призер кубків світу, учасник двох Олімпійських ігор.
Боротьбою займається з 1996 року.

## Виступи на Олімпіадах
| Змагання                    | Збірна | Вагова категорія                  | Місце |
| --------------------------- | ------ | --------------------------------- | ----- |
| Літні Олімпійські ігри 2008 | США    | греко-римська боротьба, до 120 кг | 6     |
| Літні Олімпійські ігри 2012 | США    | греко-римська боротьба, до 120 кг | 9     |

## Виступи на Чемпіонатах світу

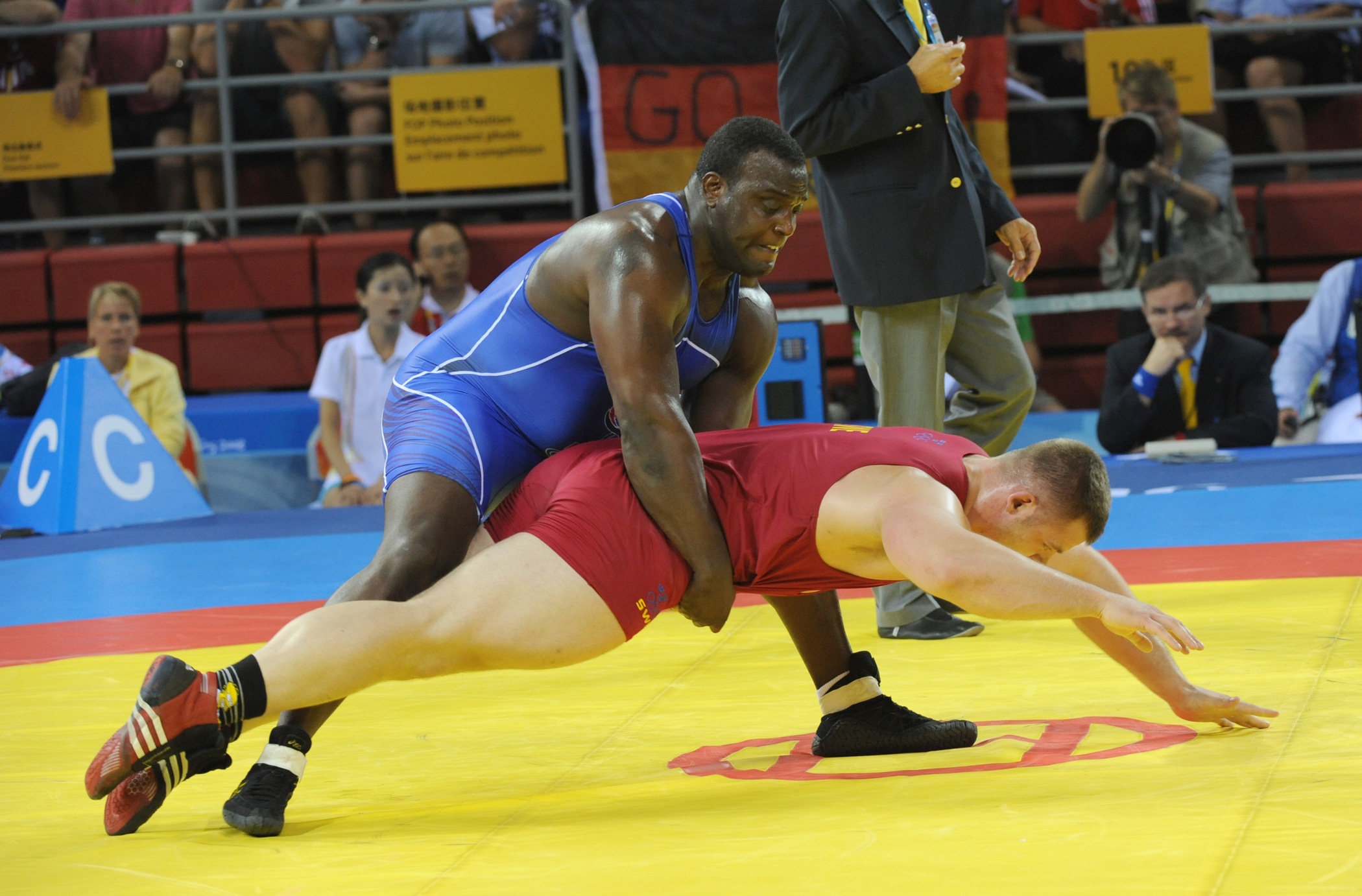
Дремієль Баєрс атакує Джалмара Сьоберга

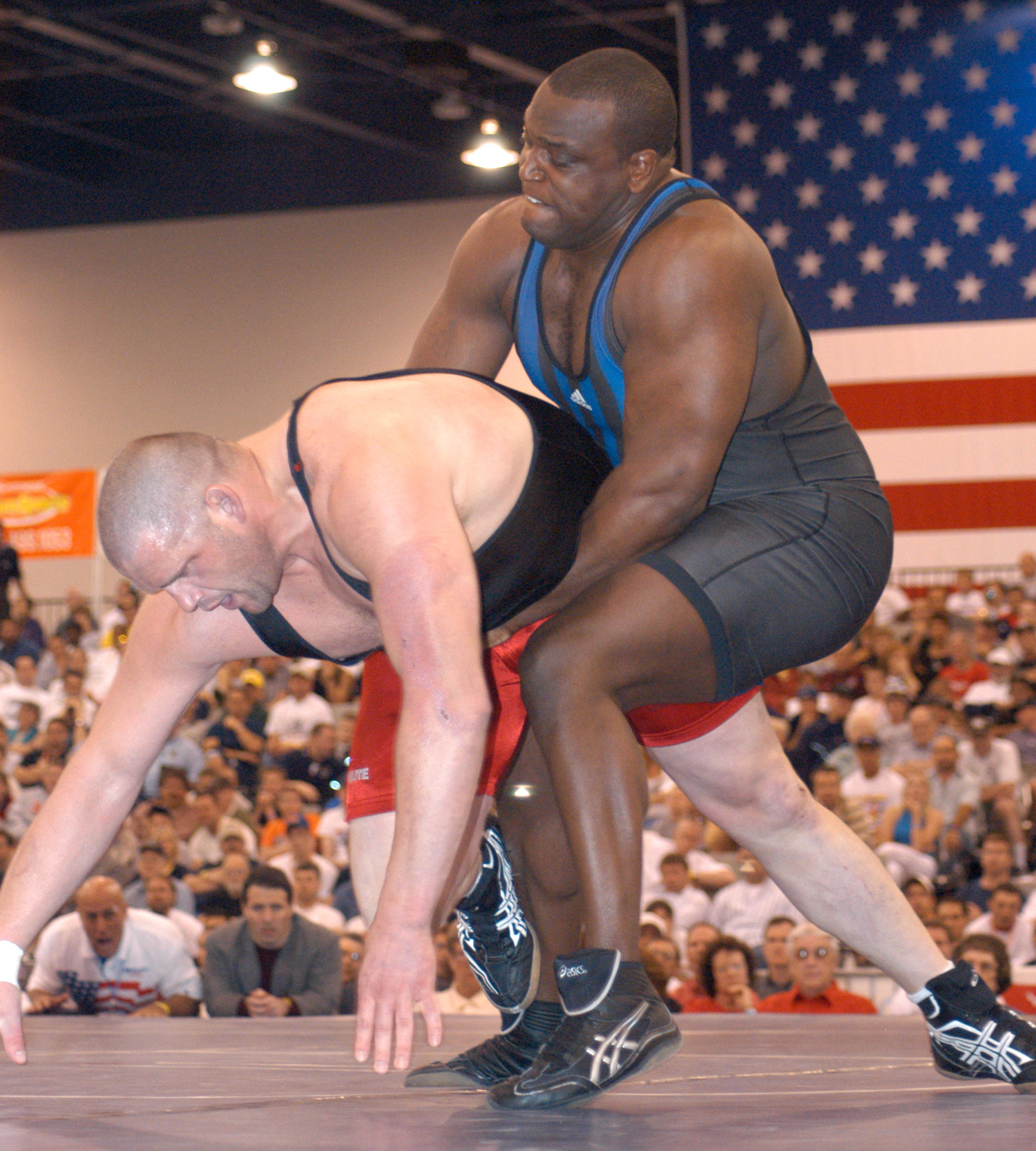
У поєдинку проти співвітчизника Рулона Гарднера у квітні 2004

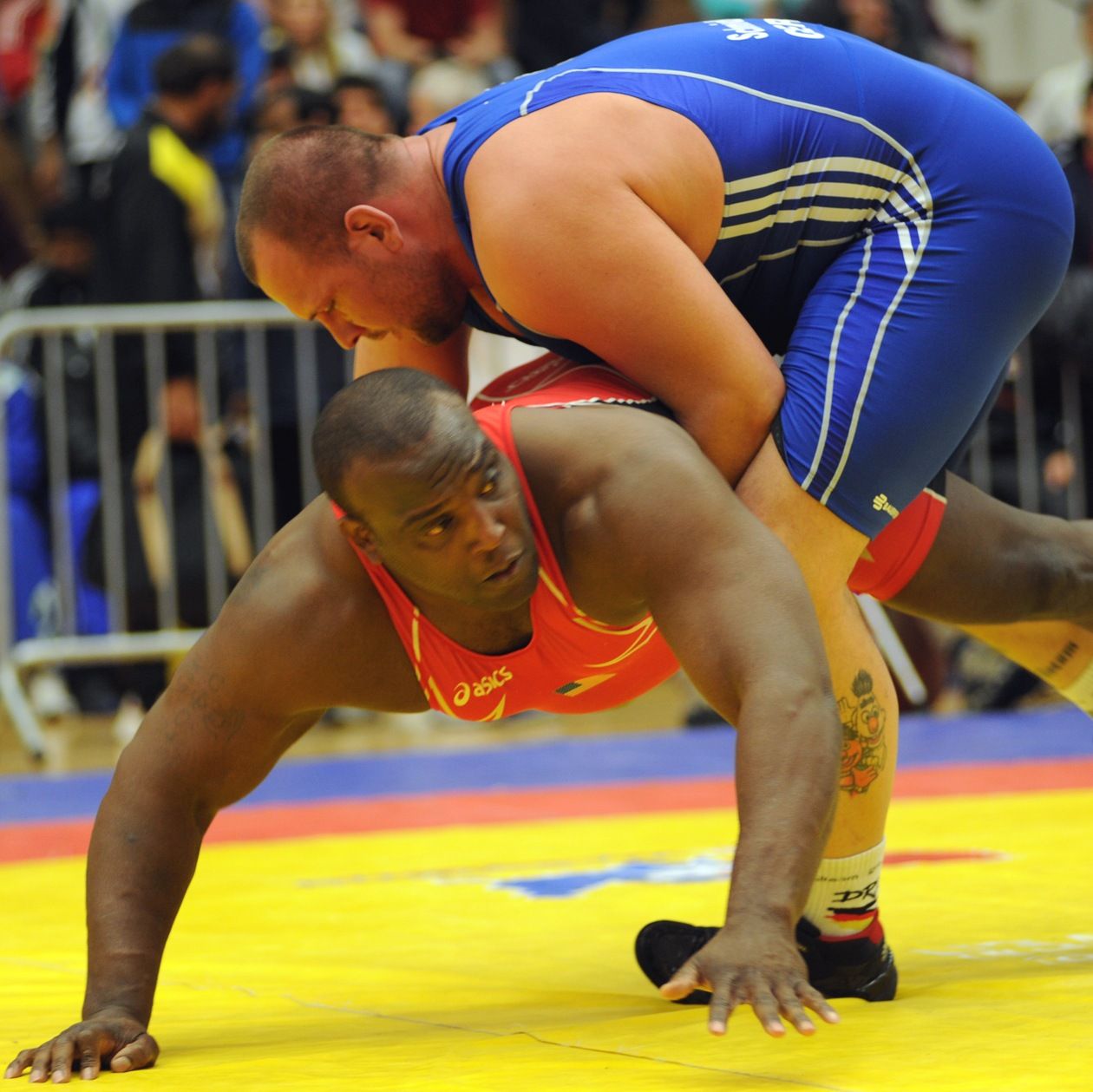
Ніко Шмідт (зверху) намагається провести прийом проти Дреміеля Баєрса

| Змагання                        | Збірна | Вагова категорія                  | Місце  |
| ------------------------------- | ------ | --------------------------------- | ------ |
| Чемпіонат світу з боротьби 1999 | США    | греко-римська боротьба, до 130 кг | 6      |
| Чемпіонат світу з боротьби 2002 | США    | греко-римська боротьба, до 120 кг | Золото |
| Чемпіонат світу з боротьби 2005 | США    | греко-римська боротьба, до 120 кг | 13     |
| Чемпіонат світу з боротьби 2006 | США    | греко-римська боротьба, до 120 кг | 9      |
| Чемпіонат світу з боротьби 2007 | США    | греко-римська боротьба, до 120 кг | Бронза |
| Чемпіонат світу з боротьби 2009 | США    | греко-римська боротьба, до 120 кг | Срібло |
| Чемпіонат світу з боротьби 2010 | США    | греко-римська боротьба, до 120 кг | 5      |
| Чемпіонат світу з боротьби 2011 | США    | греко-римська боротьба, до 120 кг | 24     |

## Виступи на Панамериканських чемпіонатах
| Змагання                                   | Збірна | Вагова категорія                  | Місце  |
| ------------------------------------------ | ------ | --------------------------------- | ------ |
| Панамериканський чемпіонат з боротьби 2002 | США    | греко-римська боротьба, до 120 кг | Срібло |
| Панамериканський чемпіонат з боротьби 2003 | США    | греко-римська боротьба, до 120 кг | Золото |
| Панамериканський чемпіонат з боротьби 2006 | США    | греко-римська боротьба, до 120 кг | Срібло |

## Виступи на Панамериканських іграх
| Змагання                  | Збірна | Вагова категорія                  | Місце  |
| ------------------------- | ------ | --------------------------------- | ------ |
| Панамериканські ігри 1999 | США    | греко-римська боротьба, до 130 кг | Срібло |
| Панамериканські ігри 2007 | США    | греко-римська боротьба, до 120 кг | Срібло |

## Виступи на Кубках світу
| Змагання                    | Збірна | Вагова категорія                  | Місце  |
| --------------------------- | ------ | --------------------------------- | ------ |
| Кубок світу з боротьби 2001 | США    | греко-римська боротьба, до 130 кг | Золото |
| Кубок світу з боротьби 2003 | США    | греко-римська боротьба, до 120 кг | 6      |
| Кубок світу з боротьби 2007 | США    | греко-римська боротьба, до 120 кг | Срібло |
| Кубок світу з боротьби 2008 | США    | греко-римська боротьба, до 120 кг | Срібло |

## Виступи на Чемпіонатах світу серед військовослужбовців
| Змагання                                                  | Збірна | Вагова категорія                  | Місце  |
| --------------------------------------------------------- | ------ | --------------------------------- | ------ |
| Чемпіонат світу з боротьби серед військовослужбовців 2005 | США    | греко-римська боротьба, до 120 кг | Золото |

## Виступи на інших змаганнях
| Змагання                                                               | Збірна | Вагова категорія                  | Місце  |
| ---------------------------------------------------------------------- | ------ | --------------------------------- | ------ |
| Міжнародний меморіал Дейва Шульца 1999                                 | США    | греко-римська боротьба, до 130 кг | Срібло |
| Міжнародний меморіал Дейва Шульца 2000                                 | США    | греко-римська боротьба, до 130 кг | Срібло |
| Міжнародний меморіал Дейва Шульца 2002                                 | США    | греко-римська боротьба, до 120 кг | Золото |
| Міжнародний меморіал Дейва Шульца 2004                                 | США    | греко-римська боротьба, до 120 кг | Срібло |
| Міжнародний меморіал Дейва Шульца 2005                                 | США    | греко-римська боротьба, до 120 кг | Золото |
| Міжнародний меморіал Дейва Шульца 2006                                 | США    | греко-римська боротьба, до 120 кг | Бронза |
| Міжнародний меморіал Дейва Шульца 2007                                 | США    | греко-римська боротьба, до 120 кг | Золото |
| Міжнародний меморіал Дейва Шульца 2008                                 | США    | греко-римська боротьба, до 120 кг | Срібло |
| Міжнародний меморіал Дейва Шульца 2009                                 | США    | греко-римська боротьба, до 120 кг | Золото |
| Золотий Гран-прі з боротьби 2009                                       | США    | греко-римська боротьба, до 120 кг | Срібло |
| Турнір Івана Піддубного 2010                                           | США    | греко-римська боротьба, до 120 кг | Срібло |
| Міжнародний меморіал Дейва Шульца 2010                                 | США    | греко-римська боротьба, до 120 кг | Золото |
| Кубок Гранми з боротьби 2011                                           | США    | греко-римська боротьба, до 120 кг | Золото |
| Золотий Гран-прі з боротьби 2011 (Баку)                                | США    | греко-римська боротьба, до 120 кг | Бронза |
| Кубок Владислава Пітласинські 2011                                     | США    | греко-римська боротьба, до 120 кг | Бронза |
| Відкритий міжнародний турнір «Sunkist Kids» 2011                       | США    | греко-римська боротьба, до 120 кг | Золото |
| Міжнародний турнір Ньюйоркського атлетичного клубу 2011                | США    | греко-римська боротьба, до 120 кг | Золото |
| Кубок Вантаа з боротьби 2011                                           | США    | греко-римська боротьба, до 120 кг | Срібло |
| Міжнародний меморіал Дейва Шульца 2012                                 | США    | греко-римська боротьба, до 120 кг | Золото |
| Олімпійський кваліфікаційний турнір з боротьби 2012 (Кіссіммі-Орландо) | США    | греко-римська боротьба, до 120 кг | Золото |
| Міжнародний турнір Любомира Івановича-Гедзи 2012                       | США    | греко-римська боротьба, до 120 кг | Золото |